# José Silveira Godinho
José António da Silveira Godinho (ur. 16 października 1943) – portugalski ekonomista, bankowiec i polityk, sekretarz stanu, w latach 1987–1990 minister administracji i spraw wewnętrznych.

## Życiorys
W 1965 ukończył finanse w ISCEF, instytucie wchodzącym w skład Uniwersytetu Technicznego w Lizbonie. Do 1977 pracował jako nauczyciel akademicki w tym instytucie. W latach 1975–1979 był dyrektorem w portugalskim banku centralnym. Od końca lat 70. powoływany w skład organów zarządzających banków (Banco Pinto & Sotto Mayor oraz Banco Espírito Santo & Comercial de Lisboa). Związany z Partią Socjaldemokratyczną, obejmował różne stanowiska w administracji rządowej. W 1980 i 1981 powoływany na sekretarza stanu w resorcie finansów w dwóch kolejnych rządach. W latach 1986–1987 pełnił funkcję sekretarza stanu w ministerstwie obrony narodowej. Od sierpnia 1987 do stycznia 1990 sprawował urząd ministra administracji i spraw wewnętrznych w drugim rządzie Aníbala Cavaco Silvy. W latach 1993–1996 był stałym przedstawicielem Portugalii przy Organizacji Współpracy Gospodarczej i Rozwoju. Później wchodził w skład rad dyrektorów spółek prawa handlowego. W 2004 i 2009 powoływany do rady zarządzającej Banco de Portugal na pięcioletnie kadencje.